# João Schmidt (punhobol)
João Schmidt (, ) é um jogador de punhobol brasileiro, formada nas nas equipes de punhobol da Ginástica/Rissul.
Em 2009 ajudou a seleção brasileira a conquistar a inédita medalha de ouro nos Jogos Mundiais.